# Ӝ
Ӝ、ӝは、キリル文字である。キリル文字のЖにトレマが付いたものであり、ウドムルト語でのみ用いられる。

## 呼称
- ウドムルト語：

## 音素
- 有声後部歯茎破擦音/ʤ/を表す。